# آرثر جادسون براون
آرثر جادسون براون (بالإنجليزية: Arthur Judson Brown)‏ هو عالم عقيدة ومبشر ومؤرخ أمريكي، ولد في 3 ديسمبر 1856، وتوفي في 11 يناير 1963.